# Polyplectropus akrisios
Polyplectropus akrisios is een schietmot uit de familie Polycentropodidae. De soort komt voor in het Oriëntaals gebied.